# Liste der Mitglieder des liechtensteinischen Landtags (Apr 1926)
Diese Liste führt die Mitglieder des Landtags des Fürstentums Liechtenstein auf, der aus den Landtagswahlen vom 5. April 1926 hervorging. Nachdem sich die Christlich-soziale Volkspartei (VP) und die Fortschrittliche Bürgerpartei (FBP) nach der Wahl im Januar 1926 nicht auf einen gemeinsamen Regierungsrat einigen konnten, wurden vorgezogene Neuwahlen nötig.
Um in den Landtag gewählt zu werden, benötigte man die absolute Mehrheit aller abgegebenen Stimmen, wobei jeder Wähler so viele Stimmen hatte, wie Kandidaten zu wählen waren. Erreichten mehrere Kandidaten die absolute Mehrheit der Stimmen, zogen diejenigen ein, die die meisten Stimmen auf sich vereinigen konnten. Im Wahlkreis Oberland wurden sieben und im Wahlkreis Unterland fünf Abgeordnete gewählt. Da alle Kandidaten im ersten Wahlgang eine absolute Mehrheit erreichten, fanden anschließend keine Stichwahlen statt.

## Liste der Mitglieder
In Oberland wurden 1365 Stimmen gezählt, was bedeutet, dass ein Kandidat mindestens 683 Stimmen brauchte, um in den Landtag einzuziehen. Im Unterland wurden 725 Stimmen abgegeben, somit reichten 363 Stimmen.
| Name                     | Wahlkreis | Partei | Bemerkungen |
| ------------------------ | --------- | ------ | ----------- |
| Emil Bargetze            | Oberland  | VP     |             |
| Emil Batliner            | Unterland | FBP    |             |
| Wilhelm Beck             | Oberland  | VP     |             |
| Peter Büchel             | Unterland | FBP    |             |
| Wilhelm Büchel           | Unterland | FBP    |             |
| Johann Jakob Feger       | Oberland  | VP     |             |
| Josef Gassner            | Oberland  | VP     |             |
| Franz Xaver Hoop         | Unterland | FBP    |             |
| Alois Jehle              | Oberland  | VP     |             |
| Karl Kaiser              | Unterland | FBP    |             |
| Franz Josef Marxer       | Unterland | FBP    |             |
| Baptist Quaderer         | Oberland  | VP     |             |
| Josef Steger             | Oberland  | VP     |             |
| Andreas Vogt             | Oberland  | VP     |             |
| Anton Walser-Kirchthaler | Oberland  | VP     |             |